# Грош, Мария
Мария Грош (венг. Grosch Mária; род. 3 августа 1954) — венгерская шахматистка, международный мастер (1984) среди женщин.
В составе сборной Венгрии участница 12-й Олимпиады (1986) в Дубае, где команда заняла 2-е место.

## Изменения рейтинга
| Графики недоступны из-за технических проблем. См. информацию на Фабрикаторе и на mediawiki.org. |